# Barkouf
Barkouf oder ein Hund an der Macht ist eine opéra-bouffe in drei Akten aus dem Jahr 1860 von Jacques Offenbach. Das Libretto schrieben Eugène Scribe und Henry Boisseaux.

## Inhalt

### Erster Akt
Markttag in Lahore. Die beiden Händlerinnen Maïma und Balkis preisen ihre Waren an. Bababeck, der korrupte Mundschenk des amtierenden Gouverneurs, macht ihnen Avancen. Er ist Witwer und schon etwas in die Jahre gekommen, bildet sich aber noch einiges auf seine Attraktivität ein und sehnt deshalb den Tag herbei, an dem er seine hässliche Tochter Périzade unter die Haube gebracht hat, um sich dann ganz den Vergnügungen eines Junggesellenhaushaltes hingeben zu können. Aus der Nähe dröhnt der Lärm eines Aufstandes herüber. Bababeck eilt, nichts Gutes ahnend, zu seinem Haus gegenüber dem Regierungspalast. Balkis macht sich Sorgen um ihren Geliebten Xaïloum, der bei keiner Provokation fehlt und den sie bei den Aufständischen vermutet. Auch Maïma schüttet ihr Herz aus und berichtet Balkis von dem traurigen Verlust ihres Geliebten Saëb und ihres treuen Hundes Barkouf, die beide vor einiger Zeit von Soldatenwerbern entführt worden sind.
Inzwischen ist wieder einmal ein Gouverneur aus dem Fenster gestürzt worden. In regelmäßigen Abständen verschafft sich das ausgebeutete und drangsalierte Volk auf diese Weise Luft, mit dem Ergebnis, dass der vom Großmogul ernannte Nachfolger die Provinz für gewöhnlich noch drakonischer regiert als sein Vorgänger. Unter den Aufständischen befindet sich, wie vermutet, auch Xaïloum, der sein Mütchen mit der Demolierung von Bababecks Residenz gekühlt hat und der sich deshalb bei der Ankunft des Großmoguls in der aufrührerischen Stadt vor dessen Milizen verstecken muss.
Statt Bababeck, wie dieser selbst hofft und erwartet, zum neuen Gouverneur zu ernennen, beschließt der Großmogul ein Exempel zu statuieren, und macht kurzerhand seinen Hund zum neuen Regierungschef von Lahore. Bababeck wird in den Rang eines Wesirs erhoben, der die Gesetze und Anordnungen des Gouverneur-Hundes pünktlich umzusetzen habe, andernfalls ihn, Bababeck, eine harte Strafe erwarte. Maïma fällt fast in Ohnmacht, als sie im Gefolge des Großmoguls nicht nur den vermissten Saëb als Soldaten in dessen Leibwache wiedererkennt, sondern in dem soeben inthronisierten Hund des Großmoguls auch ihren Barkouf!

### Zweiter Akt
Bababeck macht sich Sorgen, dass sein zukünftiger Schwiegersohn – es ist der unglückliche Saëb, wie sich schnell herausstellt – die Hand seiner Tochter ausschlagen wird, sobald er sie zu Gesicht bekommt, und befiehlt Périzade deshalb, Saëb nur mit heruntergelassenem Schleier zu empfangen. Die mittlerweile nicht mehr ganz taufrische Périzade will von ihrem Vater wissen, warum dieser nach Jahren der Suche und der Ablehnungen nun plötzlich einen heiratswilligen Bewerber für sie gefunden habe. Die Erklärung ist einfach. Bababeck hat Beweise in der Hand, dass Saëbs Vater einen Anschlag auf den vorletzten Gouverneur plante, und erpresst ihn damit. Die Heirat zwischen Saëb und Périzade ist der Preis für Bababecks Verschwiegenheit. Saëb, um seinen Vater zu retten, hat sich in sein Los gefügt, ohne seine Zukünftige zu kennen. Nun bedarf es für den Vollzug der Ehe nur noch der schriftlichen und mündlichen Zustimmung des neuen Gouverneurs. Bababecks Diener Kaliboul aber, der zu Barkouf geschickt wurde, um den Heiratsvertrag von diesem ratifizieren zu lassen, kommt in panischer Angst, von Barkouf in Stücke gerissen zu werden, leichenblass und unverrichteter Dinge zurück. Es folgen Enttäuschung über den Aufschub auf Seiten Périzades und Bababecks sowie große Erleichterung bei Saëb, der auch nach Jahren der Trennung nur an die eine denkt: an seine verlorene Maïma.
Maïma ist zum Palast gekommen und verlangt, zum neuen Gouverneur vorgelassen zu werden. Bababeck erkennt das entzückende Mädchen vom Markt wieder und weist sie nicht ab. Maïma kann seine Bedenken ausräumen, dass Barkouf sie sofort zerfleischen würde, denn sie waren vor Jahren ja ein Herz und eine Seele, und er fraß ihr buchstäblich aus der Hand. Bababeck erkennt die Gunst der Stunde und offenbart Maïma seinen genialen Plan: Er wird sie offiziell zu Barkoufs Kammersekretärin und exklusiven Dolmetscherin ernennen, da sie die einzige ist, die Barkouf in seine Nähe lässt. Bababecks eigene Regierungsentscheidungen könnten so, aus Maïmas Munde verkündet, dem Volk gegenüber als Anordnungen des Gouverneurs Barkouf verkauft werden, ohne dass irgendjemand den Betrug durchschauen würde. Maïma begreift die Intrige sofort und stimmt dem Vorschlag einer geheimen Ko-Regierung mit Bababeck ohne Zögern zu.
Augenblicklich begibt sie sich in Barkoufs Gemächer. Zur Genugtuung Bababecks und zur großen Überraschung des Hofes ist der Hund bei ihrem Anblick außer sich vor Freude. Statt sie anzugreifen, ergeht er sich in Liebesbekundungen gegenüber seiner früheren Herrin. Als Beweis für seine Ergebenheit bringt Maïma das von Barkouf „unterschriebene“ Heiratsdokument zurück, nicht ahnend, dass sie selbst sich damit zur Vollstreckerin von Saëbs ungewollter Ehe mit Périzade macht. Bababeck triumphiert und eröffnet die Audienz. Eine Delegation von Bürgern Lahores überreicht eine Petition, in der um eine Senkung der Steuerlast gebeten wird, da das Volk von den Abgaben erdrückt würde. Maïma begibt sich zu Barkouf und „übersetzt“ anschließend seine Antwort – allerdings nicht, wie Bababeck ihr einflüstert, als Ablehnung des Gesuchs, sondern als Zustimmung. Noch glaubt der schäumende Bababeck, es könne sich um ein Missverständnis handeln, doch wird er beim nächsten Antrag – es ist das Gnadengesuch für den zum Tode verurteilten Xaïloum – eines besseren belehrt. Denn wieder „übersetzt“ Maïma das Gegenteil von Bababecks Anordnungen, die Begnadigung Xaïloums nämlich. Während das Volk den weisen und milden neuen Herrscher bejubelt, muss Bababeck zähneknirschend begreifen, dass er das Opfer seiner eigenen Intrige geworden ist. Er sinnt auf Rache.
Maïmas Hochstimmung kippt ins Gegenteil, als sie Saëb an der Hand Périzades mit den Trauzeugen auf dem Weg zum Gouverneur erblickt, denn noch steht die mündliche Einwilligung des Gouverneurs in die Ehe der Tochter seines Wesirs aus. Maïma kann von der Verabredung der Väter nichts wissen und muss davon ausgehen, dass Saëb den ihr gegenüber vor Jahren ausgesprochenen Treueschwur gebrochen hat. Bababeck kann nicht verhindern, dass Maïma auch ein drittes Mal entgegen seinen Interessen „übersetzt“. Barkouf widerruft – daran lässt sein wütendes Bellen keinen Zweifel, und so übermittelt es Maïma – das zuvor schriftlich gegebene Einverständnis mit der Hochzeit Saëbs und Périzades.

### Dritter Akt
Um dem unkontrollierbaren Agieren Maïmas Einhalt zu gebieten, bleibt nur ein Mittel: Der Gouverneur selbst muss aus dem Weg geschafft werden. Eine Gruppe von Verschwörern um Bababeck und die arbeitslos gewordenen Hofschranzen plant Barkoufs Vergiftung. Gleichzeitig will man sich mit den Tartaren verbünden, die vor der Stadt lagern. Diese ist nach Abzug des Militärs durch den Großmogul, der zu einer Bestrafungskampagne in eine andere Provinz aufgebrochen ist, eine leichte Beute geworden. Zeuge der Konspiration wird der freigelassene Xaïloum, der sich in den Serail eingeschlichen hat, um endlich seine geliebte Balkis wiederzusehen, die mit Maïma in den Palast gezogen ist. Allerdings versteht er nur jedes zweite Wort und kann Maïma deswegen auch nur sehr ungenauen Rapport machen. Maïma, die sich mittlerweile mit Saëb aussprechen konnte und nun über die Hintergründe seiner Zwangsehe Bescheid weiß, ist vorgewarnt. Sie stellt den Verschwörern eine Falle. Während des abendlichen Banketts wird Barkouf ein Gift in seinen Wein geträufelt. Doch Maïma fordert die Verschwörer im Namen des Gouverneurs auf, vom selben Wein auf sein Wohl zu trinken, wodurch der Coup auffliegt. In diesem Augenblick stürmen die Tartaren in die Stadt. Das Volk greift zu den Waffen und schlägt, von Barkouf und Saëb angeführt, die Feinde in die Flucht. Dem Großmogul, von seiner Strafexpedition zurückgekehrt, bleibt nur, die neuen Verhältnisse zu legitimieren: die Ehe der klugen Maïma mit dem tapferen Saëb und einen ruhmreichen, vom Volk bejubelten Gouverneur Barkouf.

## Werkgeschichte
Zwei Jahre nach dem Erfolg des Orphée aux Enfers brachte Offenbach am 24. Dezember 1860 an der Opéra-Comique (Salle Favart) seine opéra-bouffe Barkouf zur Uraufführung. Es war sein erstes Werk für das Haus, in dem er 1835/36, fast noch ein Kind, als Cellist im Orchestergraben gedient hatte. Die Uraufführung dirigierte Offenbach selbst. Die Solisten waren Charles-Louis Sainte-Foy (Bababeck), Elias Nathan (Großmogul), Victor Warot (Saëb), Lemaire (Kaliboul), Jean Berthelier (Xaïloum), Marie Marimon (Maïma), Emma-Zoé Bélia (Balkis) und Alphonsine-Virginie-Marie Dubois „Mlle Casimir“ (Périzade).
Ein Hund in der Hauptrolle einer bittersüßen Politsatire: Damit konnte zwar das Pariser Publikum leben – bei der Premiere mussten sogar drei Nummern wiederholt werden – aber nicht die öffentliche Meinung. Wie schon beim Orphée wurde Offenbach des schlechten Geschmacks und der Sittenlosigkeit bezichtigt, dazu kamen Angriffe auf seine unerwartet komplexe Musik, die ihm sogar den Vergleich mit dem in Paris schlecht gelittenen Richard Wagner einbrachte. Anders als beim Orphée verhalf der Presserummel dem Werk aber nicht zum Durchbruch, sondern zu seiner Absetzung nach nur acht Vorstellungen. Barkouf wurde nie veröffentlicht, bis auf zwölf Einzelnummern als Klavierauszug, und die Partitur verschwand auf lange Zeit in einem Archiv der Nachkommen des Komponisten, bis sie von Offenbach-Herausgeber Jean-Christophe Keck wiederentdeckt und Ende 2018 aus Anlass von Offenbachs 200. Geburtstag in der Offenbach-Edition herausgegeben wurde.
Als Satire auf Absolutismus und patriarchale Herrschaftsformen stellt Barkouf in den Schatten, was das 19. Jahrhundert an politischer Parodie hervorgebracht hat, und so wundert es auch nicht, dass die Zensurbehörde Scribes Libretto zunächst rundherum verbot. Mehrere Interventionen und Umarbeitungen waren notwendig, bis der Text, stark abgemildert, vertont werden durfte. Offenbach schuf mit der Partitur zu Barkouf zu einem Zeitpunkt, als seine Entwicklung zum Großmeister der opéra-bouffe noch gar nicht abzusehen war, eine operngeschichtlich einmalige Mischung aus seria- und buffa-Elementen, in dem Burleske und Drama fortwährend ineinanderspielen, in dem sich grotesk-komische Tableaus in der Nachfolge Rossinis mit den zarten lyrischen Eingebungen abwechseln.
Die erste Wiederaufführung von Barkouf fand nach knapp 158 Jahren in der Saison 2018/19 an der Opéra national du Rhin in Strasbourg statt. Es inszenierte Mariame Clément, es dirigierte Jacques Lacombe. Bühne und Kostüme stammten von Julia Hansen. Für die Beleuchtung war Philippe Berthomé zuständig. Die Darsteller waren Rodolphe Briand (Bababeck), Nicolas Cavallier (Großmogul), Patrick Kabongo (Saëb), Loïc Félix (Kaliboul), Stefan Sbonnik (Xaïloum), Pauline Texier (Maïma), Fleur Barron (Balkis) und Anaïs Yvoz (Périzade).
Im Oktober 2019 übersiedelte diese Produktion – als deutsche Erstaufführung – an die Oper Köln. Dort dirigierte Stefan Soltesz, die Solopartien wurden von Matthias Klink (Bababeck), Bjarni Thor Kristinsson (Großmogul), Patrick Kabongo (Saëb), Martin Koch (Kaliboul), Sunnyboy Dladla (Xaïloum), Sarah Aristidou (Maïma), Judith Thielsen (Balkis) und Kathrin Zukowski (Périzade) gespielt und gesungen.